# 遂溪河
遂溪河，又称西溪河，位于中华人民共和国广东省西南部雷州半岛北部，发源于廉江市石城镇荔枝坑村东北牛独岭，蜿蜒向南流经荔枝坑村和黎湛铁路，经桥头仔进入遂溪县境，经分界村、龙潭岭，穿过青年运河东海河，经遂溪县城遂城镇，在城南的红坎岭折向东北，经新糖社区、新安村、官湖村，自四九村东南起成为遂溪和廉江两县市的界河，于廉江良垌镇湍流村西南转南流，于湛江市坡头区官渡镇石门村汇入五里山港。河长80千米，河床平均比降0.19‰，流域面积1486平方千米。年均径流量14.07亿立方米。